# Heteronyx fulvohirtus
Heteronyx fulvohirtus är en skalbaggsart som beskrevs av Blackburn 1888. Heteronyx fulvohirtus ingår i släktet Heteronyx och familjen Melolonthidae. Inga underarter finns listade i Catalogue of Life.